# Silke Hörner
Silke Hörner, verheiratete Silke Schuck, (* 12. September 1965 in Leipzig) ist eine ehemalige deutsche Schwimmerin.

## Werdegang
Hörner gewann bei Europa- und Weltmeisterschaften sowie bei den Olympischen Spielen 1988 zahlreiche Medaillen. Höhepunkt ihrer Karriere war der Gewinn der Goldmedaillen über 200 Meter Brust und in der 4-mal-100-Meter-Lagenstaffel in Seoul.
Hörner verbesserte den Weltrekord über 200 Meter Brust dreimal. Die Verbesserung auf 2:26,71 min bei den Olympischen Sommerspielen in Seoul 1988 hielt knapp dreieinhalb Jahre; erst die US-Amerikanerin Anita Nall schwamm 1992 schneller. Silke Hörner verbesserte außerdem den Weltrekord über 100 Meter Brust bei den Schwimmeuropameisterschaften 1987 in Straßburg auf 1:07,91 min. Dieser Rekord blieb bis ins Jahr 1994 bestehen und konnte erst von der Australierin Samantha Riley gebrochen werden.
Silke Hörner ist mit dem Kanuten Alexander Schuck verheiratet, der 1988 ebenfalls an den Olympischen Spielen teilgenommen hatte. Aufgrund ihrer sportlichen Erfolge bei Weltmeisterschaften 1986 sowie den Olympischen Spielen 1988 erhielt sie zweimal den Vaterländischen Verdienstorden in Gold.

### Doping
Ihre zahlreichen Erfolge werden wie bei vielen anderen DDR-Spitzensportlern angezweifelt, da auch Hörner vom staatlich organisierten Dopingprogramm der DDR profitiert haben könnte. Mehrere Zeugen, wie zum Beispiel der ehemalige Schwimmtrainer des ASK Vorwärts Potsdam Michael Regner, und Peggy Jähnichen, eine ehemalige DDR-Schwimmerin, sagten aus, dass auch Hörner das Anabolikum Oral-Turinabol zur illegalen Leistungssteigerung zu sich genommen habe.